# Championnat du monde A de rink hockey masculin 2003
Navigation
Championnat du monde masculin A 2001 Championnat du monde masculin A 2005
Le 36e Championnat du monde A de rink hockey masculin s'est déroulé entre le 27 septembre et le 4 octobre 2003 à Oliveira de Azeméis, au Portugal.
Les deux équipes qui se classeront aux 2 dernières places du classement final ont joué le championnat du monde groupe B 2004, à Macao.

## Équipes participantes
Les 16 équipes participantes ont été réparties dans 4 poules de 4 équipes chacune.
| Groupe A   |
| ---------- |
| Angleterre |
| Espagne    |
| Mozambique |
| Suisse     |

| Groupe B  |
| --------- |
| Angola    |
| Argentine |
| Chili     |
| Colombie  |

| Groupe C   |
| ---------- |
| Andorre    |
| Brésil     |
| États-Unis |
| Italie     |

| Groupe D  |
| --------- |
| Allemagne |
| France    |
| Pays-Bas  |
| Portugal  |

## Calendrier
Les horaires des matchs sont en heure locale (UTC+0).

### Phase de poules
| Match | Gr. | Équipe |     | Équipe   | H.    |
| ----- | --- | ------ | --- | -------- | ----- |
| 8     | D   | France | 3-4 | Portugal | 21h30 |

| Match | Gr. | Équipe     |      | Équipe    | H.    |
| ----- | --- | ---------- | ---- | --------- | ----- |
| 1     | C   | États-Unis | 5-1  | Andorre   | 08h30 |
| 2     | B   | Colombie   | 0-14 | Argentine | 10h00 |
| 3     | A   | Mozambique | 1-2  | Suisse    | 11h30 |
| 4     | D   | Pays-Bas   | 0-3  | Allemagne | 14h30 |
| 5     | C   | Italie     | 6-3  | Brésil    | 16h00 |
| 6     | B   | Angola     | 2-0  | Chili     | 17h30 |
| 7     | A   | Angleterre | 0-8  | Espagne   | 20h30 |

| Match | Gr. | Équipe    |      | Équipe     | H.    |
| ----- | --- | --------- | ---- | ---------- | ----- |
| 9     | B   | Chili     | 5-3  | Colombie   | 8h30  |
| 10    | C   | Brésil    | 7-2  | États-Unis | 10h00 |
| 11    | A   | Suisse    | 5-1  | Angleterre | 11h30 |
| 12    | D   | Allemagne | 1-4  | France     | 14h30 |
| 13    | B   | Argentine | 9-2  | Angola     | 16h00 |
| 14    | C   | Andorre   | 1-5  | Italie     | 17h30 |
| 15    | A   | Espagne   | 3-2  | Mozambique | 20h30 |
| 16    | D   | Portugal  | 12-0 | Pays-Bas   | 22h15 |

| Match | Gr. | Équipe     |      | Équipe     | H.    |
| ----- | --- | ---------- | ---- | ---------- | ----- |
| 17    | B   | Colombie   | 0-2  | Angola     | 8h30  |
| 18    | A   | Mozambique | 3-1  | Angleterre | 10h00 |
| 19    | D   | France     | 6-1  | Pays-Bas   | 11h30 |
| 20    | C   | Andorre    | 3-5  | Brésil     | 14h30 |
| 21    | B   | Argentine  | 16-1 | Chili      | 16h00 |
| 22    | C   | États-Unis | 1-10 | Italie     | 17h30 |
| 23    | A   | Suisse     | 1-3  | Espagne    | 20h30 |
| 24    | D   | Portugal   | 8-1  | Allemagne  | 22h15 |

| Rang | Équipe     | Pts | J | G | N | P | Bp | Bc | Diff |
| ---- | ---------- | --- | - | - | - | - | -- | -- | ---- |
| 1    | Espagne    | 9   | 3 | 3 | 0 | 0 | 14 | 3  | +11  |
| 2    | Suisse     | 6   | 3 | 2 | 0 | 1 | 8  | 5  | +3   |
| 3    | Mozambique | 3   | 3 | 1 | 0 | 2 | 6  | 6  | 0    |
| 4    | Angleterre | 0   | 3 | 0 | 0 | 0 | 2  | 15 | -13  |

| Rang | Équipe    | Pts | J | G | N | P | Bp | Bc | Diff |
| ---- | --------- | --- | - | - | - | - | -- | -- | ---- |
| 1    | Argentine | 9   | 3 | 3 | 0 | 0 | 39 | 3  | +36  |
| 2    | Angola    | 6   | 3 | 2 | 0 | 1 | 6  | 9  | -3   |
| 3    | Chili     | 3   | 3 | 1 | 0 | 2 | 6  | 21 | -15  |
| 4    | Colombie  | 0   | 3 | 0 | 0 | 0 | 3  | 21 | -18  |

| Rang | Équipe     | Pts | J | G | N | P | Bp | Bc | Diff |
| ---- | ---------- | --- | - | - | - | - | -- | -- | ---- |
| 1    | Italie     | 9   | 3 | 3 | 0 | 0 | 21 | 5  | +16  |
| 2    | Brésil     | 6   | 3 | 2 | 0 | 1 | 15 | 11 | +4   |
| 3    | États-Unis | 3   | 3 | 1 | 0 | 2 | 8  | 18 | -10  |
| 4    | Andorre    | 0   | 3 | 0 | 0 | 0 | 5  | 15 | -10  |

| Rang | Équipe    | Pts | J | G | N | P | Bp | Bc | Diff |
| ---- | --------- | --- | - | - | - | - | -- | -- | ---- |
| 1    | Portugal  | 9   | 3 | 3 | 0 | 0 | 24 | 4  | +20  |
| 2    | France    | 6   | 3 | 2 | 0 | 1 | 13 | 6  | +7   |
| 3    | Allemagne | 3   | 3 | 1 | 0 | 2 | 5  | 12 | -7   |
| 4    | Pays-Bas  | 0   | 3 | 0 | 0 | 0 | 1  | 21 | -20  |

### Phase finale
(p) Score après prolongations.

(tab) Score après les tirs au but.
2 octobre 2003
| Match | Places | Équipe     |             | Équipe     | H.    |
| ----- | ------ | ---------- | ----------- | ---------- | ----- |
| 25    | 9-16   | Mozambique | 7-2         | Colombie   | 8h30  |
| 26    | 9-16   | Chili      | 7-0         | Angleterre | 10h00 |
| 27    | 9-16   | États-Unis | 2-3         | Pays-Bas   | 11h30 |
| 28    | 9-16   | Allemagne  | 2-2 4-2 (p) | Andorre    | 14h30 |
| 29    | 1-8    | Espagne    | 9-1         | Angola     | 16h00 |
| 30    | 1-8    | Suisse     | 1-7         | Argentine  | 17h30 |
| 31    | 1-8    | Italie     | 4-1         | France     | 20h30 |
| 32    | 1-8    | Portugal   | 4-1         | Brésil     | 22h15 |

3 octobre 2003
| Match | Places | Équipe     |               | Équipe     | H.    |
| ----- | ------ | ---------- | ------------- | ---------- | ----- |
| 33    | 13-16  | Colombie   | 0-5           | États-Unis | 8h30  |
| 34    | 13-16  | Angleterre | 2-2 3-4 (tab) | Andorre    | 10h00 |
| 35    | 9-12   | Mozambique | 11-0          | Pays-Bas   | 11h30 |
| 36    | 9-12   | Chili      | 3-3 6-5 (tab) | Allemagne  | 14h30 |
| 37    | 5-8    | Angola     | 1-5           | France     | 16h00 |
| 38    | 5-8    | Suisse     | 3-3 3-5 (p)   | Brésil     | 17h30 |
| 39    | 1-4    | Espagne    | 3-4           | Italie     | 20h30 |
| 40    | 1-4    | Argentine  | 1-2           | Portugal   | 22h15 |

4 octobre 2003
| Match | Places | Équipe     |             | Équipe     | H.    |
| ----- | ------ | ---------- | ----------- | ---------- | ----- |
| 41    | 15-16  | Colombie   | 6-4         | Angleterre | 8h30  |
| 42    | 13-14  | États-Unis | 5-2         | Andorre    | 10h00 |
| 43    | 11-12  | Pays-Bas   | 4-2         | Allemagne  | 11h30 |
| 44    | 9-10   | Mozambique | 2-4         | Chili      | 14h30 |
| 45    | 7-8    | Angola     | 3-5         | Suisse     | 16h00 |
| 46    | 5-6    | France     | 1-5         | Brésil     | 17h30 |
| 47    | 3-4    | Espagne    | 3-1         | Argentine  | 20h30 |
| 48    | 1-2    | Italie     | 0-0 0-1 (p) | Portugal   | 21h30 |

| Champion du monde 2003 de rink hockey |
| ------------------------------------- |
| PORTUGAL Quinzième titre              |

## Classement final
|    | Équipe     |
| -- | ---------- |
| 1  | Portugal   |
| 2  | Italie     |
| 3  | Espagne    |
| 4  | Argentine  |
| 5  | Brésil     |
| 6  | France     |
| 7  | Suisse     |
| 8  | Angola     |
| 9  | Chili      |
| 10 | Mozambique |
| 11 | Pays-Bas   |
| 12 | Allemagne  |
| 13 | États-Unis |
| 14 | Andorre    |
| 15 | Colombie   |
| 16 | Angleterre |

## Buteurs
| 13 buts - David Alejandro Paez 12 buts - Paulo Pereira 11 buts - Martin Ernesto Payero 9 buts - José Osvaldo Raed 8 buts - Claudio Selva Filho Lopes - Jorge Salgado - Alessandro Michielon - Sergi Panadero 7 buts - Alan Karan Feres - Bruno Adrião - Luis Viana - Josh England 6 buts - Antonio Gaspar - Jurandir Da Silva - Sébastien Landrin - Ricardo Pereira - A Borregan Rodriguez - Jason Mathias 5 buts - Carlos Ariel Lopez - David Leonardo Farran - Alessandro Bertulocci - Filipe Santos - Pedro Alves - Luis Teixido Sala - Jérôme Desponds 4 buts - Juan Meijia - Igor Tarassioux - Guirec Henry - Marc Wochnik - Martin Schmahl - Lowie Boogers - Alberto Orlandi - Dario Rigo - Mirko Bertolucci - Silva Sergio - Laurent Geisler - Herman Freire | 3 buts - Alex Martin Paneque - Mariano Ernesto Velazquez - Juan Pablo Diaz - Diego Jimenez - Jérôme Moriceau - Bruno Pimentel - Reinaldo Ventura - Marc Gual Rosell - Matthieu Bretini - Florian Bretini - Brian Moyer 2 buts - Ivan Villaro Pantebre - Ferran Vila Bonell - Llorens Miquel Ribera - José Cardoso - Sergio Alexandro Burgoa - Lauro Neto Terroso - Romulo Vargas - Pablo Jara - Jose Luis Rivas - Jonathan Gil - Neil Austin - Marc Waddingham - Stéphane Liscoët - Thomas Haupt - Dominik Brandt - Andreas Druzovic - Erik Habraken - Arjan Van Gerven - Pierluigi Bresciani - Valerio Antezza - Elidio Canda - Wilson Sigallete - Francesco Bargallo Torres - Sergio Monferri Perez - Pedro Gil Gomez | 1 but - Guillen Sarle R. - Alex Maestre Ordeig - Antonio Victor - Alberto Domingos - Anacleto Silva - Micheal Zanini Dantas - Karam Feres JR. Karam - Daniel Diaz - Mauricio Schmidt - Carlos Garcia - Mario Buitrago - Juan Cadavid - Taylor James - Joa Wheatley - Jess L'Anson - Matt Oaten - David De Barros - Paulo Almeida - Eloy Gaspar Tolos - Stephan Rubi - Patrick Ronduit - Dan Cormican |